# Straßenradsport-Weltmeisterschaften 1985
Die Straßenradsport-Weltmeisterschaften 1985 fanden vom 29. August bis zum 1. September in Giavera del Montello, Italien statt.

## Renngeschehen
Auf dem einfach zu bewältigenden WM-Kurs, der mit dem L’Angelo Piccolo lediglich einen leichten Anstieg aufwies, mussten die Berufsfahrer 265,5 Kilometer zurücklegen. Während des Rennens bildete sich eine Spitzengruppe, zu der neben fünf Italienern auch der deutsche Fahrer Rolf Gölz gehörte. Der WM-Debütant startete bei Kilometer 225 einen Ausreißversuch, mit dem er sich 20 Kilometer lang von den anderen Fahrern absetzen konnte. Zwei Kilometer vor dem Ziel gelang es dem Niederländer Joop Zoetemelk, der nun 14-köpfigen Spitzengruppe davonzufahren. Die übrigen Fahrer nahmen diese Aktion des 38-Jährigen offensichtlich nicht ernst genug, und so gelang es ihm, kurz vor dem Ziel einen Vorsprung von 100 Metern herauszufahren. Dies reichte, um schließlich drei Sekunden vor seinen Verfolgern den Zielstrich zu überqueren. Rolf Gölz stand als Einziger von acht gestarteten Deutschen das Rennen durch und wurde 15. Insgesamt erreichten 66 Fahrer das Ziel.
Bei den Amateuren, die 177 Kilometer zu fahren hatten, nahm ein Feld von 188 Aktiven das Rennen auf. 83 kamen ins Ziel, am schnellsten war der 23-jährige Pole Lech Piasecki. Das Mannschaftszeitfahren gewann der Vierer der Sowjetunion, bei den Frauen, wo 91 Athletinnen auf die 73,8 Kilometer lange WM-Strecke gingen, wurde die 25-jährige Französin Jeannie Longo-Ciprelli neue Weltmeisterin. Für den Bund Deutscher Radfahrer waren sechs Fahrerinnen unter den 87, die das Rennen durchgestanden hatte. Beste Deutsche wurde Sandra Schumacher auf Platz drei.

## Ergebnisse

### Profis
| Platz | Athlet                | Land | Zeit              |
| ----- | --------------------- | ---- | ----------------- |
| 1     | Joop Zoetemelk        | NED  | 6:26:38 h         |
| 2     | Greg LeMond           | USA  | + 0:03 min        |
| 3     | Moreno Argentin       | ITA  | + 0:03 min        |
| 4     | Marc Madiot           | FRA  | alle gleiche Zeit |
| 5     | Harald Maier          | AUT  | alle gleiche Zeit |
| 6     | Juan Fernández Martín | ESP  | alle gleiche Zeit |
| 7     | Stephen Roche         | IRL  | alle gleiche Zeit |
| 8     | Jörg Müller           | SUI  | alle gleiche Zeit |
| 9     | Johan van der Velde   | NED  | alle gleiche Zeit |
| 10    | Robert Millar         | GBR  | alle gleiche Zeit |
| 11    | Claudio Corti         | ITA  | alle gleiche Zeit |

| Platz | Athlet                 | Land | Zeit              |
| ----- | ---------------------- | ---- | ----------------- |
| 12    | Claude Criquielion     | BEL  | + 0:03 min        |
| 13    | Gerard Veldscholten    | NED  | + 0:03 min        |
| 14    | Kim Andersen           | DEN  | + 0:13 min        |
| 15    | Rolf Gölz              | GER  | alle gleiche Zeit |
| 16    | Acácio da Silva        | POR  | alle gleiche Zeit |
| 17    | José Francisco Maraldo | COL  | alle gleiche Zeit |
| 18    | José Luis Navarro      | ESP  | alle gleiche Zeit |
| 19    | Pierino Gavazzi        | ITA  | +1:05 min         |
| 20    | Steve Bauer            | CAN  | + 1:05 min        |
| 0 …   |                        |      |                   |
| 66    | Alan McCormack         | IRL  | + 4:07 min        |

### Amateure
| Platz | Land             | Athleten                                                          |
| ----- | ---------------- | ----------------------------------------------------------------- |
| 1     | Sowjetunion      | Oleksandr Sinowjew, Ihar Sumnikau Wiktor Klimow, Wassili Schdanow |
| 2     | Tschechoslowakei | Vladimír Hrůza, Milan Křen Michal Klasa, Milan Jurčo              |
| 3     | Italien          | Eros Poli, Claudio Vandelli Massimo Podenzana, Marcello Bartalini |

| Platz | Athlet              | Land | Zeit      |
| ----- | ------------------- | ---- | --------- |
| 1     | Lech Piasecki       | POL  | 4:18:39 h |
| 2     | Johnny Weltz        | DEN  |           |
| 3     | Frank Van De Vijver | BEL  |           |
| 4     | Rolf Sørensen       | DEN  |           |
| 5     | Maurizio Fondriest  | ITA  |           |
| 0 …   |                     |      |           |

### Frauen
| Platz | Athlet                 | Land | Zeit              |
| ----- | ---------------------- | ---- | ----------------- |
| 1     | Jeannie Longo-Ciprelli | FRA  | 1:53:10 h         |
| 2     | Maria Canins           | ITA  | + 0:47 min        |
| 3     | Sandra Schumacher      | GER  | + 0:47 min        |
| 4     | Valerie Simonnet       | FRA  | alle gleiche Zeit |
| 5     | Marie Höljer           | SWE  | alle gleiche Zeit |
| 6     | Dominique Damiani      | FRA  | alle gleiche Zeit |
| 7     | Roberta Bonanomi       | ITA  | alle gleiche Zeit |
| 8     | Virginie Lafargue      | FRA  | alle gleiche Zeit |
| 9     | Kathleen Shannon       | AUS  | alle gleiche Zeit |
| 10    | Stefania Carmine       | SUI  | alle gleiche Zeit |
| 0 …   |                        |      |                   |
| 14    | Ute Enzenauer          | GER  | + 0:47 min        |
| 25    | Birgit Förstl          | GER  | + 3:34 min        |
| 45    | Ines Varenkamp         | GER  | + 5:18 min        |
| 55    | Petra Stegherr         | GER  | + 7:26 min        |
| 69    | Viola Paulitz          | GER  | + 10:38 min       |
| 0 …   |                        |      |                   |
| 87    | Yvonn Elkuch           | LIE  | + 13:05 min       |